# Autrécourt-sur-Aire
Pour les articles homonymes, voir Autrécourt.
Autrécourt-sur-Aire est une commune française située dans le département de la Meuse, en région Grand Est.

## Géographie

### Communes limitrophes
| Lavoye | Lavoye              | Julvécourt |
| Lavoye | Autrécourt-sur-Aire | Nubécourt  |
| Waly   | Waly                | Nubécourt  |

### Hydrographie
La commune est dans la région hydrographique « la Seine du confluent de l'Oise (inclus) à l'embouchure » au sein du bassin Seine-Normandie. Elle est drainée par l'Aire, le Fossé des Écourieux, le ruisseau du Bois Labbé et divers autres petits cours d'eau,.
L'Aire, d'une longueur de 125 km, prend sa source dans la commune de Saint-Aubin-sur-Aire, à 324 m d'altitude, et se jette  dans l'Aisne, en rive droite à Senuc, à 104 m d'altitude, après avoir traversé 36 communes.

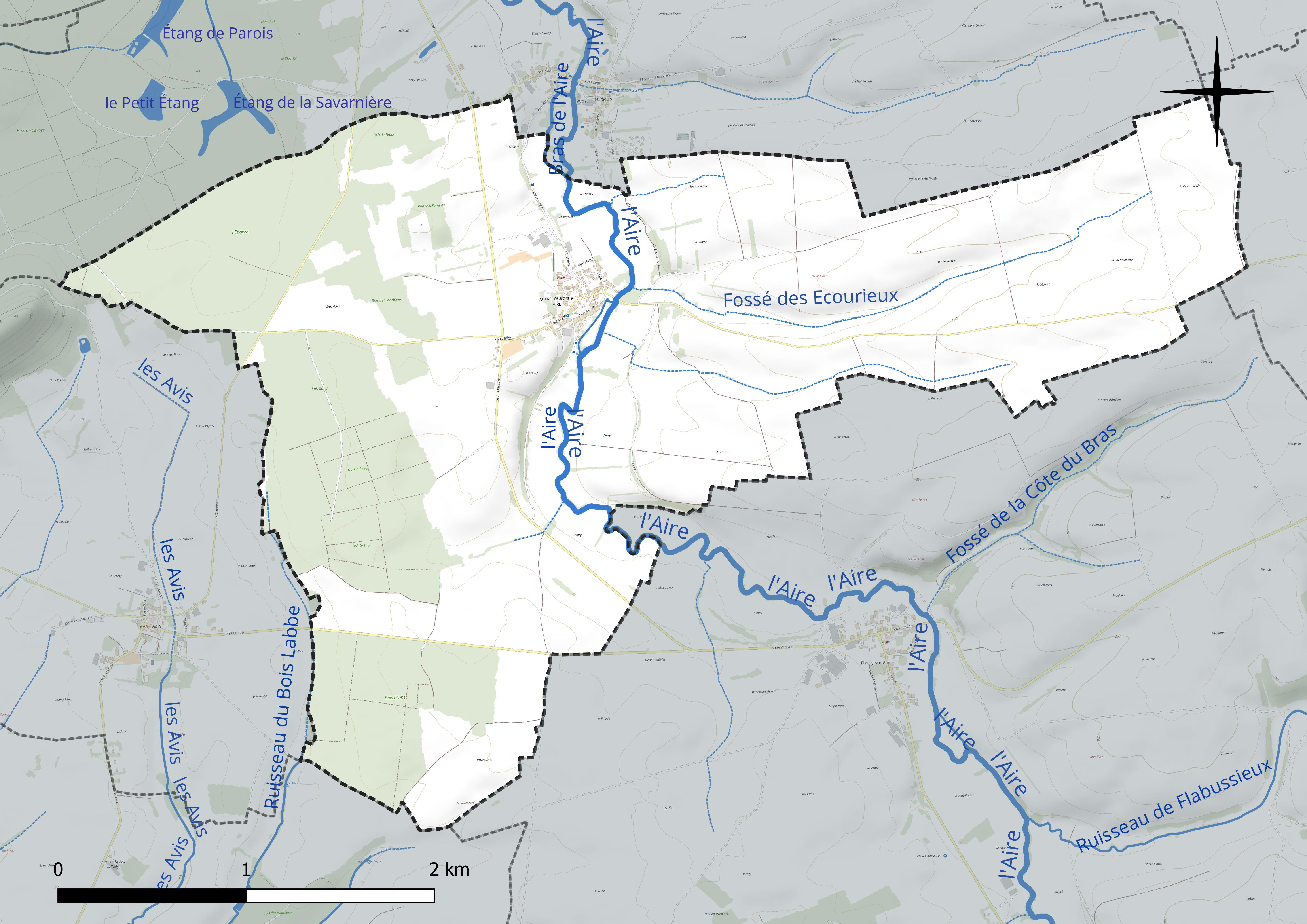
Réseau hydrographique d'Autrécourt-sur-Aire.

### Climat
Pour des articles plus généraux, voir Climat du Grand Est et Climat de la Meuse.
En 2010, le climat de la commune est de type climat de montagne, selon une étude du Centre national de la recherche scientifique s'appuyant sur une série de données couvrant la période 1971-2000. En 2020, Météo-France publie une typologie des climats de la France métropolitaine dans laquelle la commune est exposée à un climat océanique altéré et est dans la région climatique Lorraine, plateau de Langres, Morvan, caractérisée par un hiver rude (1,5 °C), des vents modérés et des brouillards fréquents en automne et hiver.
Pour la période 1971-2000, la température annuelle moyenne est de 9,7 °C, avec une amplitude thermique annuelle de 15,7 °C. Le cumul annuel moyen de précipitations est de 971 mm, avec 13,8 jours de précipitations en janvier et 9,4 jours en juillet. Pour la période 1991-2020, la température moyenne annuelle observée sur la station météorologique de Météo-France la plus proche, « Triaucourt_sapc », sur la commune de Seuil-d'Argonne à 8 km à vol d'oiseau, est de 11,0 °C et le cumul annuel moyen de précipitations est de 796,7 mm. 
La température maximale relevée sur cette station est de 40,1 °C, atteinte le 25 juillet 2019 ; la température minimale est de −17,8 °C, atteinte le 20 décembre 2009,,.
Les paramètres climatiques de la commune ont été estimés pour le milieu du siècle (2041-2070) selon différents scénarios d'émission de gaz à effet de serre à partir des nouvelles projections climatiques de référence DRIAS-2020. Ils sont consultables sur un site dédié publié par Météo-France en novembre 2022.

## Urbanisme

### Typologie
Au 1er janvier 2024, Autrécourt-sur-Aire est catégorisée commune rurale à habitat dispersé, selon la nouvelle grille communale de densité à sept niveaux définie par l'Insee en 2022.
Elle est située hors unité urbaine et hors attraction des villes,.

### Occupation des sols
L'occupation des sols de la commune, telle qu'elle ressort de la base de données européenne d’occupation biophysique des sols Corine Land Cover (CLC), est marquée par l'importance des territoires agricoles (70,9 % en 2018), une proportion sensiblement équivalente à celle de 1990 (71 %). La répartition détaillée en 2018 est la suivante : 
terres arables (57,5 %), forêts (26,7 %), prairies (13,5 %), zones urbanisées (2,4 %). L'évolution de l’occupation des sols de la commune et de ses infrastructures peut être observée sur les différentes représentations cartographiques du territoire : la carte de Cassini (XVIIIe siècle), la carte d'état-major (1820-1866) et les cartes ou photos aériennes de l'IGN pour la période actuelle (1950 à aujourd'hui).

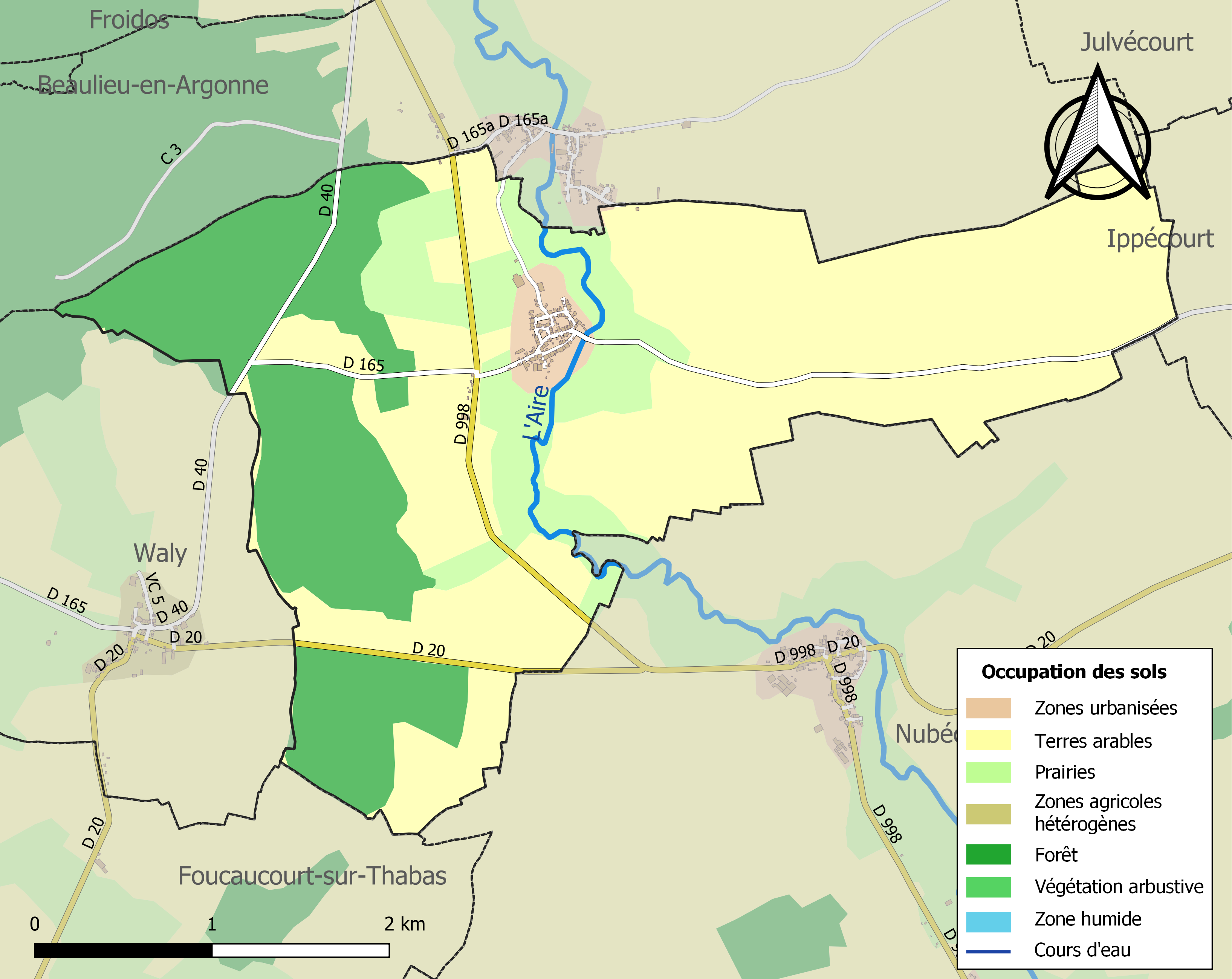
Carte des infrastructures et de l'occupation des sols de la commune en 2018 (CLC).

## Toponymie
Le nom de la localité est attesté en 1069 dans une donation d'Aldabert ; sous les formes Altreyum en 1200 dans le Cartulaire de l'Abbaye de Saint-Paul ; Autreicurt en 1237 ; Nova villa que dicitur Ostrecort en 1231 dans une charte de Henri II de Lorraine, comte de Bar.
L'Aire est une rivière qui traverse le territoire de la commune.

## Histoire
Des combats eurent lieu dans le village en 1792, après la bataille de Valmy, entre les troupes françaises et les envahisseurs hessois.

## Population et société

### Démographie
L'évolution du nombre d'habitants est connue à travers les recensements de la population effectués dans la commune depuis 1793. Pour les communes de moins de 10 000 habitants, une enquête de recensement portant sur toute la population est réalisée tous les cinq ans, les populations de référence des années intermédiaires étant quant à elles estimées par interpolation ou extrapolation. Pour la commune, le premier recensement exhaustif entrant dans le cadre du nouveau dispositif a été réalisé en 2007.

En 2022, la commune comptait 112 habitants, en évolution de −0,88 % par rapport à 2016 (Meuse : −4,4 %, France hors Mayotte : +2,11 %).
| 1793 | 1800 | 1806 | 1821 | 1831 | 1836 | 1841 | 1846 | 1851 |
| ---- | ---- | ---- | ---- | ---- | ---- | ---- | ---- | ---- |
| 512  | 585  | 596  | 593  | 562  | 549  | 544  | 521  | 543  |

| 1856 | 1861 | 1866 | 1872 | 1876 | 1881 | 1886 | 1891 | 1896 |
| ---- | ---- | ---- | ---- | ---- | ---- | ---- | ---- | ---- |
| 504  | 467  | 445  | 433  | 420  | 409  | 430  | 411  | 366  |

| 1901 | 1906 | 1911 | 1921 | 1926 | 1931 | 1936 | 1946 | 1954 |
| ---- | ---- | ---- | ---- | ---- | ---- | ---- | ---- | ---- |
| 350  | 311  | 315  | 291  | 239  | 217  | 200  | 197  | 224  |

| 1962 | 1968 | 1975 | 1982 | 1990 | 1999 | 2006 | 2007 | 2012 |
| ---- | ---- | ---- | ---- | ---- | ---- | ---- | ---- | ---- |
| 212  | 146  | 105  | 96   | 105  | 110  | 131  | 134  | 116  |

| 2017 | 2022 | - | - | - | - | - | - | - |
| ---- | ---- | - | - | - | - | - | - | - |
| 115  | 112  | - | - | - | - | - | - | - |

## Culture locale et patrimoine

### Lieux et monuments
- L’église Saint-Avit.

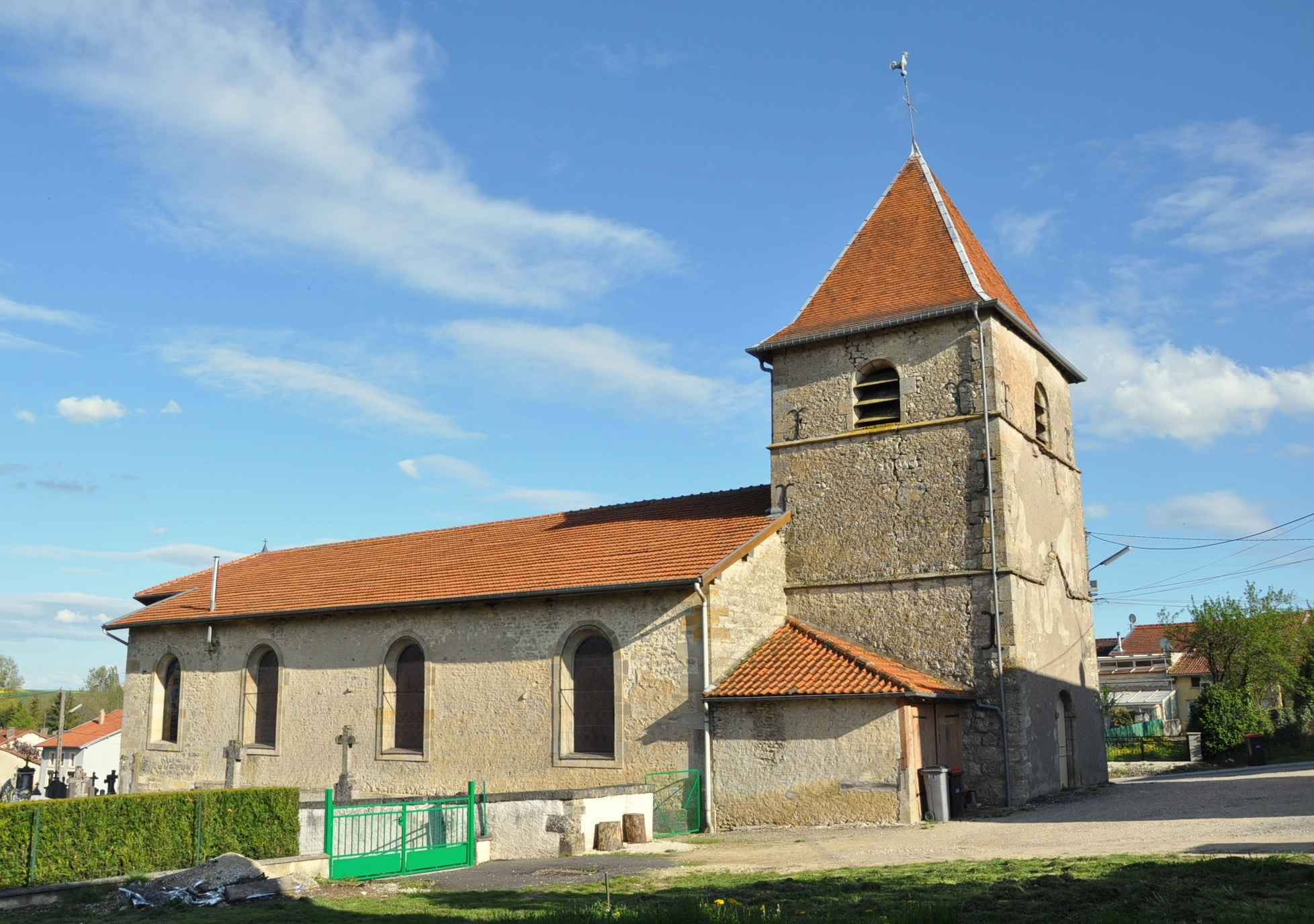
L'église Saint-Avit.

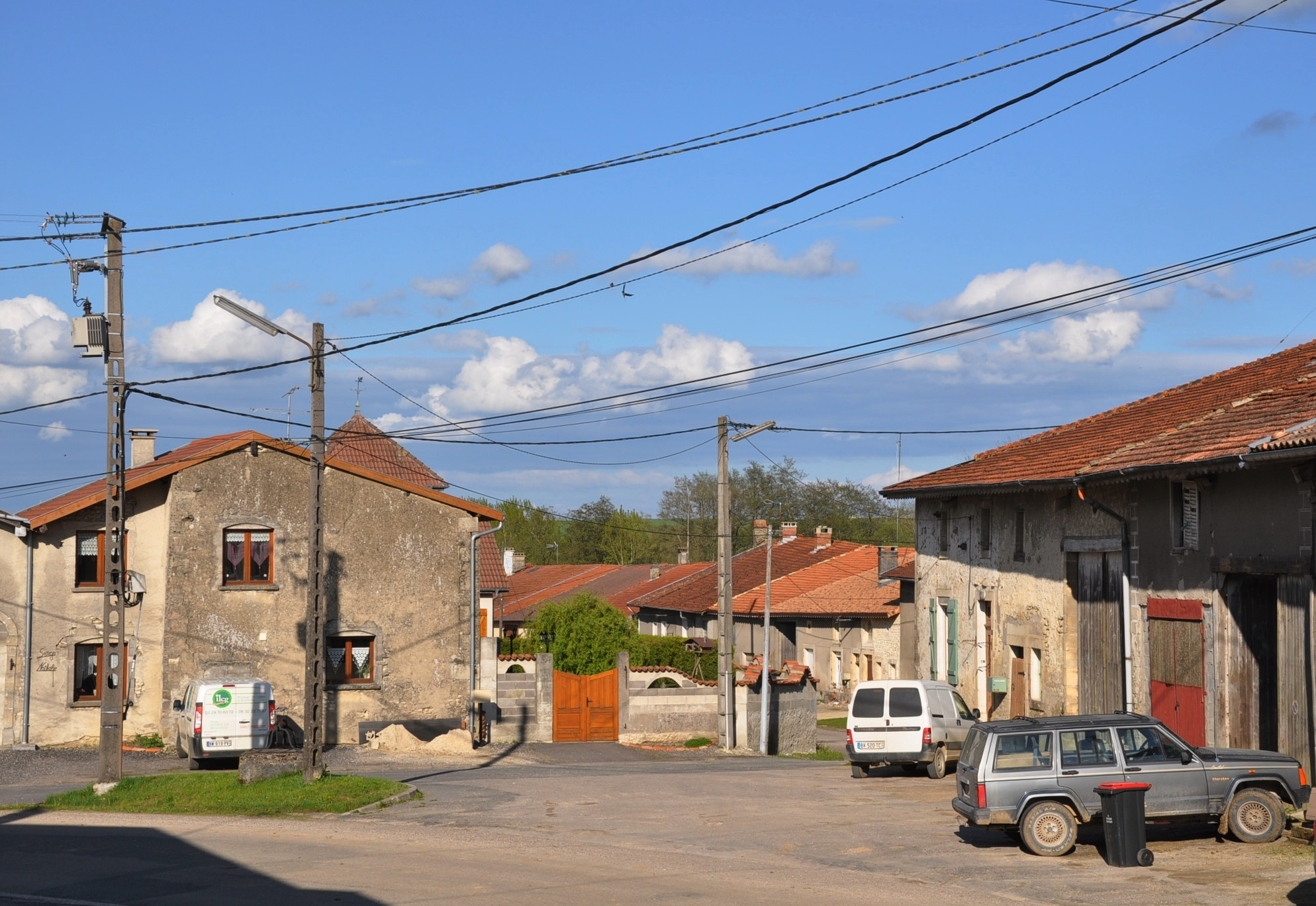
La Grand Rue et la rue des Maçons.

- Le pigeonnier du château du XVIIIe siècle, avec les restes d'un four, inscrit au titre des monuments historiques depuis 1991[22].

### Personnalités liées à la commune
- Nicolas d'Autrécourt (Autrecourt, 1299 ; † Metz, 1369) est un philosophe nominaliste ayant enseigné à la Sorbonne.

### Héraldique, logotype et devise
| Blason de Autrécourt-sur-Aire | Blason  | D'azur au soleil levant issant à dextre de la pointe accompagné d'un pigeon d'or volant en bande, le tout surmonté d'un temple à quatre colonnes d'argent. |
| Blason de Autrécourt-sur-Aire | Détails | Création de R.A. Louis avec les conseils de la commission héraldique de l'UCGL. Adopté par la commune en mars 2013.                                        |